# Ключица
Ключицата (на латински: clavicula – ключе) е извита дълга тръбна кост, която се намира над раменната става и има форма на разтегната латинска буква 'S'. Чрез стави ключицата се свързва с единия си край за гръдната кост, а с другия – за лопатката.
Ключиците са винаги по две - една разположена от лявата страна и една от дясната страна на тялото. Ключицата е единствената дълга кост в човешкото тяло, която лежи хоризонтално.
Поради по-слабото натрупване на мазнини в областта на ключиците, те са ясно различими и видими в областта на раменете при слаби хора. Заедно с лопатките те образуват раменния пояс.

## Анатомия
Ключицата е съставена от три основни части: тяло и два края – медиален и латерален.

### Тяло
Тялото (corpus claviculae) на ключицата е разположено в нейната средна част между нейните два края.

### Медиален край
Медиалният край (extremitas sternalis) на ключицата е разположен към вътрешността на раменния пояс. Той е извит напред и значително удебелен. В него се намира седлоподобна ставна артикуларна повърхност (facies articularis sternalis) за връзка с гръдната кост.
Медиалният край заедно с горния сегмент на гръдната кост образува стерноклавикуларната става (articulatio sternoclavicularis). Ставата се подсилва от три основни лигамента:
- стерноклавикуларен лигамент (ligamentum sternoclavicular)
- костоклавикуларен лигамент (ligamentum costoclaviculare)
- интерклавикуларен лигамент (ligamentum interclavicular)

### Латерален край
Латералният край (extremitas acromialis) на ключицата е разположен към външната страна на раменния пояс. Той е по-тънък от медиалния и има изпъкналост, насочена назад. Притежава плоска ставна артикуларна повърхност (facies articularis acromialis) за връзка със съответната ставна повърхност на акромиона.
Латералният край заедно с акромиона на лопатката образува акромиоклавикуларната става (articulatio acromioclavicularis). Ставата се подсилва от заловените за нея лигаменти:
- акромиоклавикуларен лигамент (ligamentum acromioclaviculare)
- коракоклавикуларен лигамент (ligamentum coracoclaviculare)
- коракоакромиален лигамент (ligamentum coracoacromiale)

Горната повърхност на ключицата е гладка, а на долната ѝ повърхност са разположени конусовидната туберкула (tuberculum conoideum) и трапецовидната линия (linea trapezoidea), към които се прикрепват сухожилията.

## Функции
Ключицата изпълнява три основни функции:
- свързва горния крайник с туловището
- осигурява защита на стоящите под нея нерви и кръвоносни съдове
- прехвърля натоварването от горните крайници към скелета на туловището

Тя също така държи раменната става на правилно разстояние от гърдите, което дава по-голяма свобода на движение на горния крайник.

## Развитие
Ключицата е първата кост, която започва процеса на осификация по време на развитието на ембриона, през петата и шестата седмица на бременността. Въпреки това тя е една от последните кости, които завършват процеса на вкостяване, на около 21 – 25 години.

## Клинично значение
Ключицата често става обект на травми и различни други проблеми, като счупване, разместване (дислокация), остеолиза (разпадане на костта), дегенерация и други. На най-голям риск от проблеми с ключицата са изложени по-младите активни индивиди, особено атлети, практикуващи спортове с риск от високоскоростни падания, като ски, мотоциклетизъм и колоездене, или контактни спортове с директни сблъсъци, като футбол, борба, ръгби, хокей и други.
Ключицата може да бъде увредена по два начина:
- индиректено – при падане върху ръката или при удар отстрани по рамото
- директено – при удар върху самата ключица

### Счупване
Ключицата е най-често чупената кост. Лесно може да се счупи при удар в рамото от силата на падане, предавана върху протегнатите ръце или чрез пряк удар. Тази кост може да се счупи дори при новородено бебе, докато се движи през родовия канал.
При фрактура на ключицата се появява внезапна и силна болка, която е съпроводена от чувство на нестабилност. Движението на горния крайник е силно ограничено и пациентът обикновено го придържа със здравата си ръка, приведен към тялото. Рамото е разположено по-ниско от здравото, а в областта на фрактурата се установява оток, хематом и деформация, в резултат на разместването на фрагментите. Вътрешният (медиален) фрагмент се измества нагоре, под действието на гръдноключичносисовидния мускул (m. sternocleidomastoideus), а външният (латерален) – надолу, придърпан от делтовидния мускул (m. deltoideus).
В повечето случаи на фрактура на ключицата не се налага оперативно лечение, а е достатъчна само имобилизация на крайника, която може да се извърши чрез превръзка „тип осморка“. Обездвижването при деца продължава от 15 до 25 дни, а при възрастни – около 30 до 50 дни.

## При други животни
Ключицата първо се появява като част от скелета в примитивните костни риби, където е свързана с гръдния плавник. При тези риби двойките ключици се движат зад и под хрилете от всяка страна и се съединяват със солидна симфиза от долната страна на рибата. Те обаче липсват при хрущялните риби и в по-голямата част от живите костни риби, включително същинските костни риби.
Крокодилите и саламандрите изобщо нямат ключици, докато в костенурките те са част от бронираната черупка.
В по-голямата част от торбестите и плацентните бозайници ключиците са намалени или дори липсват, за да позволят на лопатките по-голяма свобода на движение, която може да бъде полезна при бързо движещи се животни.
При динозаврите основните кости на гръдния пояс са лопатката и коракоидът, като и двете са пряко свързани с ключицата. Ключицата присъства при гущеротазовите, но в голяма степен липсва при птицетазовите.
При птиците ключиците и епистернума се сливат, за да образуват една Y-образна кост (furcula), която еволюира от ключиците, открити в целурозавровите тероподи.